# Trzciniec (Bogatynia)
Trzciniec (deutsch Rohnau) ist ein Stadtteil von Bogatynia in Polen.

## Geographische Lage
Trzciniec liegt auf einer Hochfläche über dem tief eingeschnittenen Tal der Lausitzer Neiße gegenüber dem Zittauer Ortsteil Rosenthal und der Kemlitzmündung. Im Südosten vom Trzcieniec befindet sich das Kraftwerk Turów. Nach Süden schließt sich der Weinberg mit den im Tal der Miedzianka befindlichen Orten Trzciniec Dolny und Turoszów an.

## Geschichte
Ronaw entstand im 15. Jahrhundert auf den Fluren des Vorwerks der zerstörten Burg Ronow. 1494 erwarb die Stadt Zittau Rohnau gemeinsam mit Teilen des Dorfes Hirschfelde. Mit Ausnahme eines kurzzeitigen Besitzverlustes durch den Oberlausitzer Pönfall blieb Rohnau ein Ratsdorf der Stadt Zittau.
1804 richtete Gottlieb Apelt auf den Gemeindewiesen im Süden Rohnaus eine Bleiche ein, um die eine Ansiedlung – der Hälter – entstand. Das Dorf erfuhr damit eine Erweiterung nach Süden und 1853 auch nach Südwesten als an der Neiße, gegenüber der Maschinenflachsspinnerei von H.C. Müller die Wohnhäuser im Grund errichtet wurden. An dieser Stelle führte ein Steg über die Neiße zur Fabrik.

Bahnstation Rohnau (1907)

Spaziergänger am Hälterberg, 1909

Straßenbrücke zur ehemaligen Bahnstation Rohnau

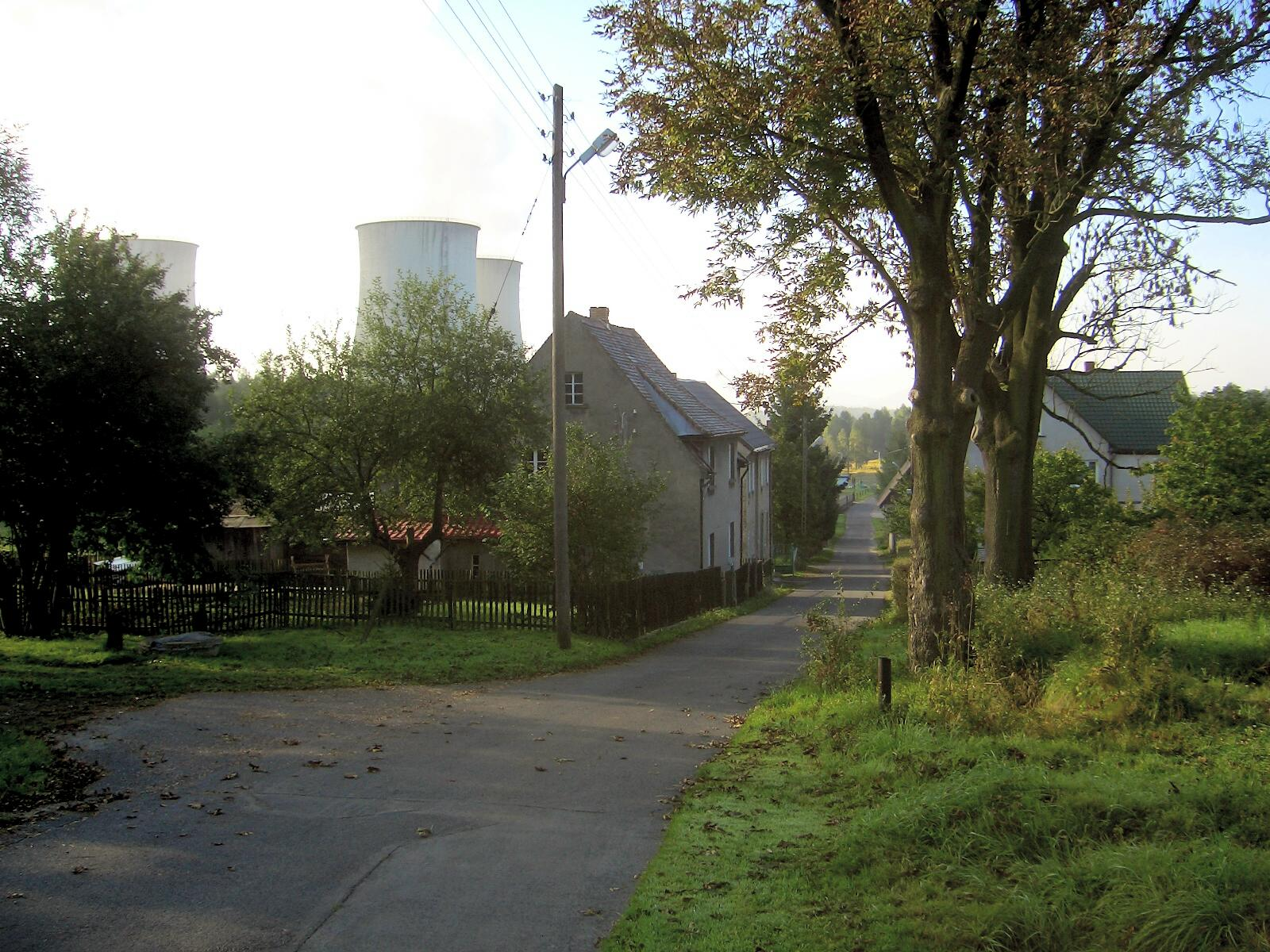
Wohnhäuser in Rohnau

Der Faktor Carl August Frenzel legt in der zweiten Hälfte des 19. Jahrhunderts in Rohnau den Grundstock für sein erfolgreiches Unternehmen, für das mehr als 300 Hausweber in den umliegenden Dörfern arbeiteten. Später errichtete Frenzel in Hirschfelde die Mechanische Weberei C. A. Frenzel & Sohn, die bis 1930 bestand.
Mit dem Bau der Neißetalbahn, die ab 1875 an Rohnau vorbeifuhr, wuchs der Bedarf an einem Haltepunkt, der schließlich 1882 im Neißetal bei Hältern gegenüber der Flachsspinnerei H.C. Müller angelegt wurde. In dieser Zeit wurde Rohnau auch zum Ausgangspunkt für Ausflügler, die auf den Hälterberg stiegen, das Forsthaus Rohnau in der Burgruine aufsuchten oder das Neißetal bis zum Kloster St. Marienthal durchwanderten und in Rusdorf wieder in die Eisenbahn stiegen.
1871 hatte das Dorf einschließlich des Ortsteils Hältern 604 Einwohner, 1943 lebten 482 Menschen im Ort.
Nach dem Ende des Zweiten Weltkrieges wurde Rohnau polnisch. Der Haltepunkt an der Neißetalbahn wurde 1946 aufgelassen. 1957 wurde in Trzcieniec eine Abzweig von der Neißetalbahn zur Grube Turów und weiter nach Bogatynia gebaut. Ein Halt für die dort verkehrenden Personenzüge wurde in Trzcieniec nicht wieder eingerichtet. 1962 wurde im Südosten des Dorfes das Braunkohlenkraftwerk Turów erbaut. In den 1970er Jahren wurde Trzciniec nach Bogatynia eingemeindet.

## Sehenswürdigkeiten
- In Trzciniec befinden sich zahlreiche oberlausitzer Umgebindehäuser.
- Ruinen der Burg Rohnau
- Neißetal